# Kengia
Kengia Packer é um género botânico pertencente à família Poaceae.

## Sinônimos
- Cleistogenes Keng (SUI)
- Moliniopsis Gand. (SUI)